# Lennie Hayton
Leonard George "Lennie" Hayton (Nova York, 13 de febrer de 1908 − Palm Springs (Califòrnia), 24 d'abril de 1971) fou un compositor de cinema estatunidenc.
El primer matrimoni de Hayton va ser amb Helen Maude Gifford, també anomenada Bubs Gelderman, que va morir el 1943. Es va casar amb la cantant negra Lena Horne, anomenada "la tigressa", quan tots dos tenien contracte amb MGM; fou el desembre de 1947 a París. El matrimoni que durarà fins a la mort de Hayton el 1971, va tenir un ambient hostil; els directors executius dels estudis varen desaprovar aquesta unió interracial, mal vista en el seu moment, i la parella va ser condemnada a l'ostracisme.

## Premis i nominacions

### Premis
- 1950: Oscar a la millor banda sonora per Un dia a Nova York
- 1970: Oscar a la millor banda sonora per Hello, Dolly!

### Nominacions
- 1947: Oscar a la millor banda sonora per The Harvey Girls
- 1949: Oscar a la millor banda sonora per The Pirate
- 1953: Oscar a la millor banda sonora per Singin' in the Rain
- 1969: Oscar a la millor banda sonora per Star!